# Romain Gall
Romain Gall (ur. 31 stycznia 1995 w Paryżu) – amerykański piłkarz pochodzenia francusko–senegalskiego. Posiada także obywatelstwo francuskie. Członek reprezentacji U-18, U-20 i seniorskiej.
Jako zawodnik Columbus Crew zajął II miejsce w rozgrywkach Major League Soccer z 2015 roku. Grając w Malmö FF uczestniczył także w rozgrywkach Allsvenskan, zajmując w nich II i I miejsce w sezonach odpowiednio 2019 i 2021; ponadto w sezonie 2021/2022 ten sam klub zdobył Puchar Szwecji.